# Naoto Kamifukumoto
Naoto Kamifukumoto (上福元 直人 Kamifukumoto Naoto?), född 17 november 1989 i Chiba prefektur, är en japansk fotbollsspelare.
Kamifukumoto började sin karriär 2012 i Oita Trinita. Han spelade 65 ligamatcher för klubben. 2018 flyttade han till Tokyo Verdy.